# علي أباد كبورتشال (تشهار فريضة)
علی أباد کبورتشال (بالفارسية: علی‌آباد کپورچال) هي قرية تقع في إيران في البلدة المركزية. يقدر عدد سكانها بـ 896 نسمة .